# Langues océaniennes du Sud
Les langues océaniennes du Sud sont des langues austronésiennes et constituent un des sous-groupes des langues océaniennes. Elles sont parlées au Vanuatu et en Nouvelle-Calédonie.

## Classification

Les langues océaniennes. Les langues océaniennes du Sud sont entourées en bleu

### Place parmi les langues océaniennes
Les langues océaniennes centrales-orientales sont un groupe de premier niveau dans la classification des langues océaniennes de Lynch, Ross et Crowley. Les deux autres groupes classés à ce niveau sont les langues des îles de l'Amirauté et les langues océaniennes occidentales.
Pour ces trois auteurs, l'océanien du Sud est un des sous-groupe des langues centrales-orientales. Leur analyse diffèrent de celles qui ont été publiées auparavant. On reconnaît traditionnellement trois groupes, le vanuatu Nord-central (Pawley 1972, Tryon 1976), le vanuatu Sud (Lynch, 1978) et le néo-calédonien (Geraghty, 1989). Pour Lynch, Ross et Crowley, ces trois groupes sont liés. Un fait corroboré par le peuplement vraisemblable de la Nouvelle-Calédonie depuis le Vanuatu.

### Classification interne
Selon Lynch, Ross et Crowley, le lien océanique du Sud est hiérarchisé ainsi :
- lien vanuatu du Nord
- lien nucléaire vanuatu du Sud
  - lien vanuatu central
  - lien éfaté du Sud-mélanésien du Sud
    - dialectes éfaté du Sud
    - famille mélanésienne du Sud
      - famille vanuatu du Sud
      - famille néo-calédonienne
        - néo-calédonien grande-terre
        - famille îles de la loyauté

## Sources
- (en) Lynch, John, Malcolm Ross et Terry Crowley, The Oceanic Languages, Curzon Language Family Series, Richmond, Curzon Press, 2002,  (ISBN 0-7007-1128-7)